# 벤 래퍼포트
벤 래퍼포트(Ben Rappaport, 1986년 3월 23일 ~ )는 미국의 배우이다.

## 작품 목록
- 매직 티팟